# Крамажево (Ольштинський повіт)
Крамажево (пол. Kramarzewo, нім. Krämersdorf) — село в Польщі, у гміні Єзьорани Ольштинського повіту Вармінсько-Мазурського воєводства.
Населення — 112 осіб (2011).
У 1975-1998 роках село належало до Ольштинського воєводства.

## Демографія
Демографічна структура станом на 31 березня 2011 року:
|          | Загалом | Допрацездатний вік | Працездатний вік | Постпрацездатний вік |
| -------- | ------- | ------------------ | ---------------- | -------------------- |
| Чоловіки | 54      | 16                 | 36               | 2                    |
| Жінки    | 58      | 14                 | 34               | 10                   |
| Разом    | 112     | 30                 | 70               | 12                   |